# Coprophanaeus bonariensis
Coprophanaeus bonariensis es una especie de escarabajo del género Coprophanaeus, familia Scarabaeidae. Fue descrita científicamente por Gory en 1844.
Se distribuye por Paraguay y Brasil. Mide aproximadamente 21-35 milímetros de longitud. Posee un pronoto fuertemente granulado.